# یودای یاماگوچی
یودای یاماگوچی (انگلیسی: Yūdai Yamaguchi؛ زادهٔ ۱۹۷۱ (۵۳–۵۴ سال)) کارگردان فیلم، فیلم‌نامه‌نویس، و تدوین‌گر اهل ژاپن است.